# The Pearl (album)
The Pearl è un album discografico collaborativo realizzato dai musicisti Harold Budd e Brian Eno, pubblicato nel 1984.

## Registrazione
The Pearl venne registrato da Harold Budd, Brian Eno e Daniel Lanois nel 1984 a Hamilton, in Canada. I tre artisti condivisero la stessa abitazione durante le sessioni di registrazione dell'album e vi lavorarono sette giorni su sette. Le registrazioni terminarono dopo due settimane; furono necessari 8/12 mesi per portare a termine la produzione e decidere quali delle tracce incise funzionassero meglio assieme. Il gruppo non seguì un particolare approccio per lavorare a The Pearl, se non quello di richiamare attimi particolari in musica; ad esempio, Lost In The Humming Air venne registrata di getto, dopo che Eno iniziò a riprodurre suoni ronzanti con il sintetizzatore Yamaha CS-80 e Budd decise di improvvisarvi sopra una base strumentale con il pianoforte. Dark Eyed Sister venne registrata da Budd in un piccolo studio e rifinita in seguito da Eno; stando alle parole di Budd, il brano era una "versione estrema" del loro modus operandi. Fu soprattutto Eno a occuparsi di dare all'album una particolare estetica sonora, trascorrendo molte ore al giorno a lavorare da solo e registrare brani a velocità diverse. Vennero usati diversi tipi di pianoforti, tra i quali un pianoforte acustico, diversi modelli elettrici della Yamaha e della Rhodes. Gli strumenti utilizzati dal gruppo per i trattamenti elettronici furono uno Yamaha DX7, un CS-80, un Casio CT-200, un Casiotone 202, un Pro One della Sequential, un linea di delay digitale della Advanced Music Systems, un armonizzatore della Eventide e un EMT 250 per riprodurre i riverberi.

## Descrizione
The Pearl è simile, per quanto riguarda le sonorità e i timbri, a Ambient 2: The Plateaux of Mirror, registrato da Budd e Eno e pubblicato nel 1980. Ciononostante, a differenza di esso, The Pearl mette in secondo piano le sonorità del pianoforte di Budd, ora accostate a un'elettronica più morbida.

## Tracce
1. Late October – 4:38
2. A Stream with Bright Fish – 3:54
3. The Silver Ball – 3:26
4. Against the Sky – 4:46
5. Lost in the Humming Air – 4:49
6. Dark-Eyed Sister – 4:36
7. Their Memories – 2:54
8. The Pearl – 3:07
9. Foreshadowed – 3:54
10. An Echo of Night – 2:22
11. Still Return – 4:11